# Symbolica
Symbolica est un parcours scénique du parc d'attractions néerlandais Efteling.

## Présentation
Symbolica est situé dans la section du parc nommée Fantasierijk, « Royaume de la Fantaisie ». Appelé en français Symbolica ; Palais de la Fantaisie, il se trouve au centre du parc, au bout de la promenade Pardoes. Le Palais ouvre ses portes et invite les visiteurs à venir assister à une audience donnée par le roi Pardulfus. Pardoes, le gardien de la fantaisie et magicien du parc, apparaît et nous propose une visite inattendue du palais à bord de véhicules appelés Fantasievaarder (vaisseaux de la Fantaisie), permettant de découvrir plusieurs pièces et passages secrets du palais.

## Histoire
Le projet, évoqué au public pour la première fois en 2010 s'appelait Hartenhof. L'ambition première était d'ouvrir cette attraction en 2012, à l'occasion des soixante ans du parc. Cependant, le parc fait savoir dès 2011 dans un communiqué de presse que le projet nécessitera plus de temps pour pouvoir se faire dans de bonnes conditions. Le 11 janvier 2016, le parc annonce officiellement une ouverture de l'attraction pour 2017 et le changement du nom du projet qui est à présent Symbolica. La construction débute.
Le directeur artistique de Symbolica est Sander De Bruijn qui avait déjà travaillé sur le projet de Baron 1898. Il est assisté de Karel Willemen, concepteur d'autres attractions chez Efteling. Durant les différentes étapes du chantier, Efteling communique sur les travaux par le biais de vidéos making of postées sur sa chaîne Youtube officielle. L'attraction est officiellement inaugurée le 1er juillet 2017,. Symbolica est l'attraction la plus chère de l'histoire du parc avec 35 millions d'euros,.
Avant d'embarquer, les passagers choisissent une des trois aventures proposées ; le Tour des Héros, le Tour Musical ou le Tour des Trésors. L'attraction comporte au total onze scènes, mais en fonction du thème choisi, les visiteurs découvrent neuf scènes. La plupart sont des scènes communes à tous les véhicules, mais trois d'entre elles sont spécifiques à chaque aventure. Pour voir toutes les scènes, les visiteurs doivent alors expérimenter les trois histoires.
Le toit du bâtiment, visible depuis la pagode, est décoré à la manière d'un jardin à la française en incluant 800 panneaux solaires.

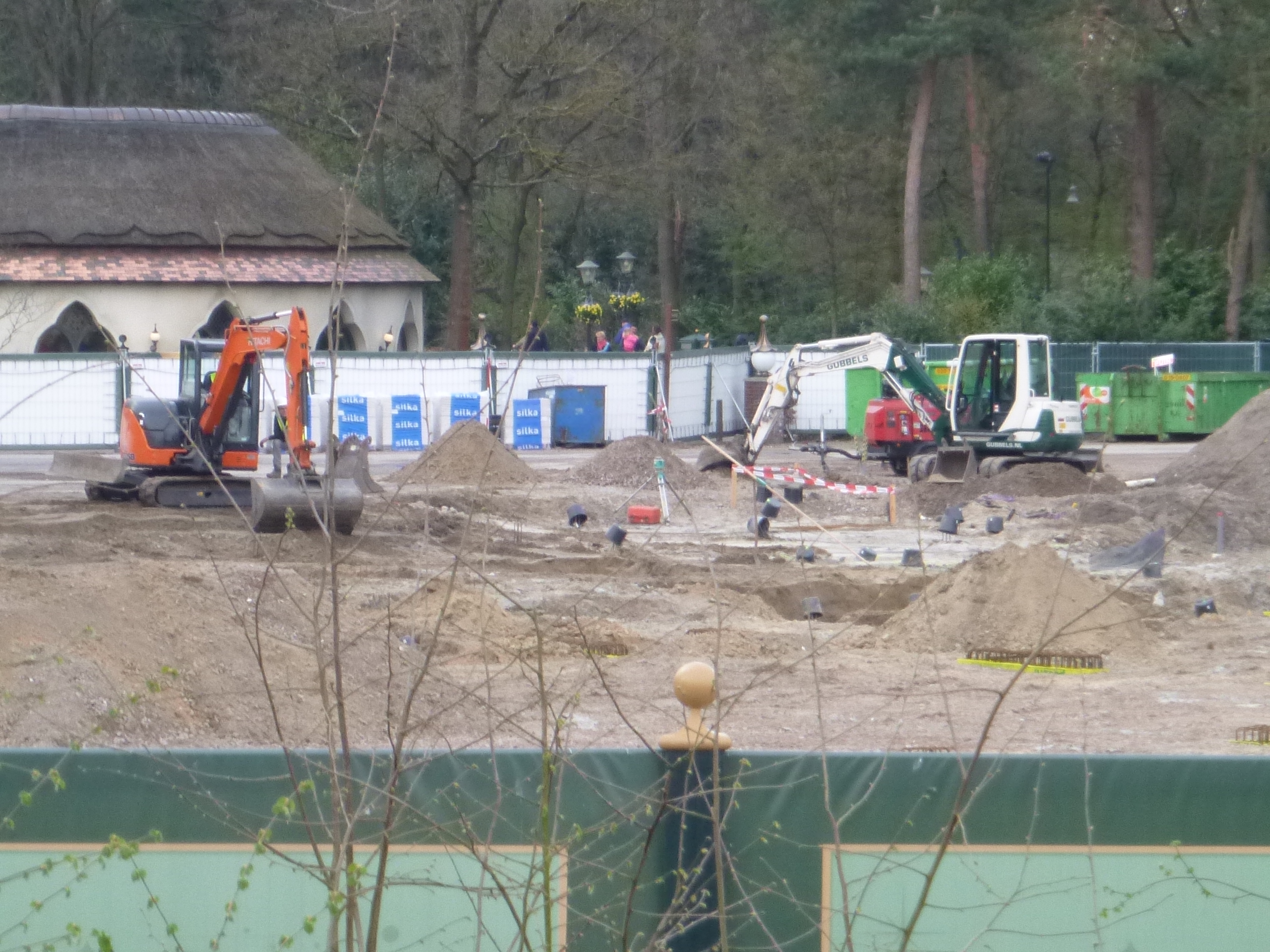
Terrassement des fondations en avril 2016
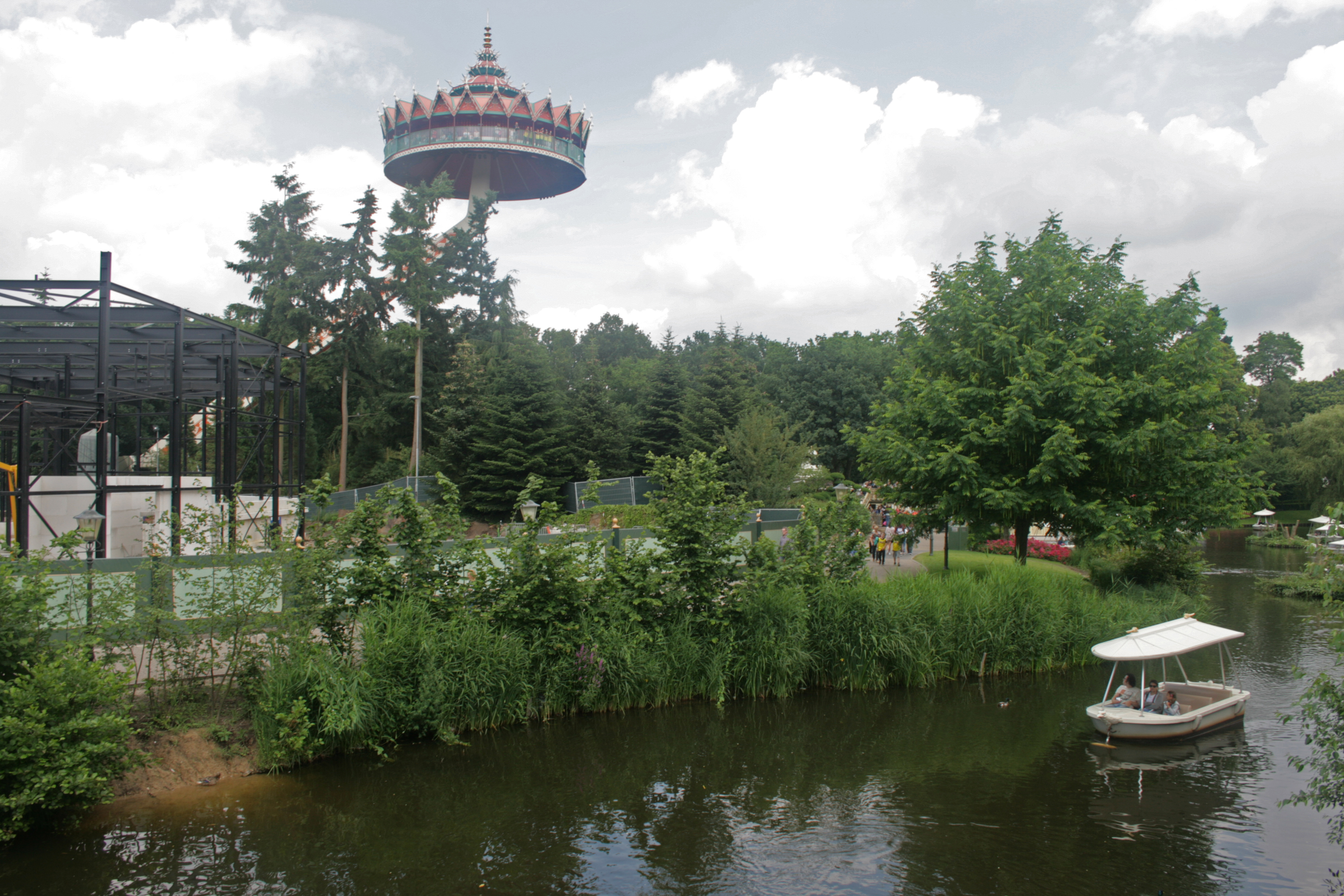
construction du bâtiment en juin 2016
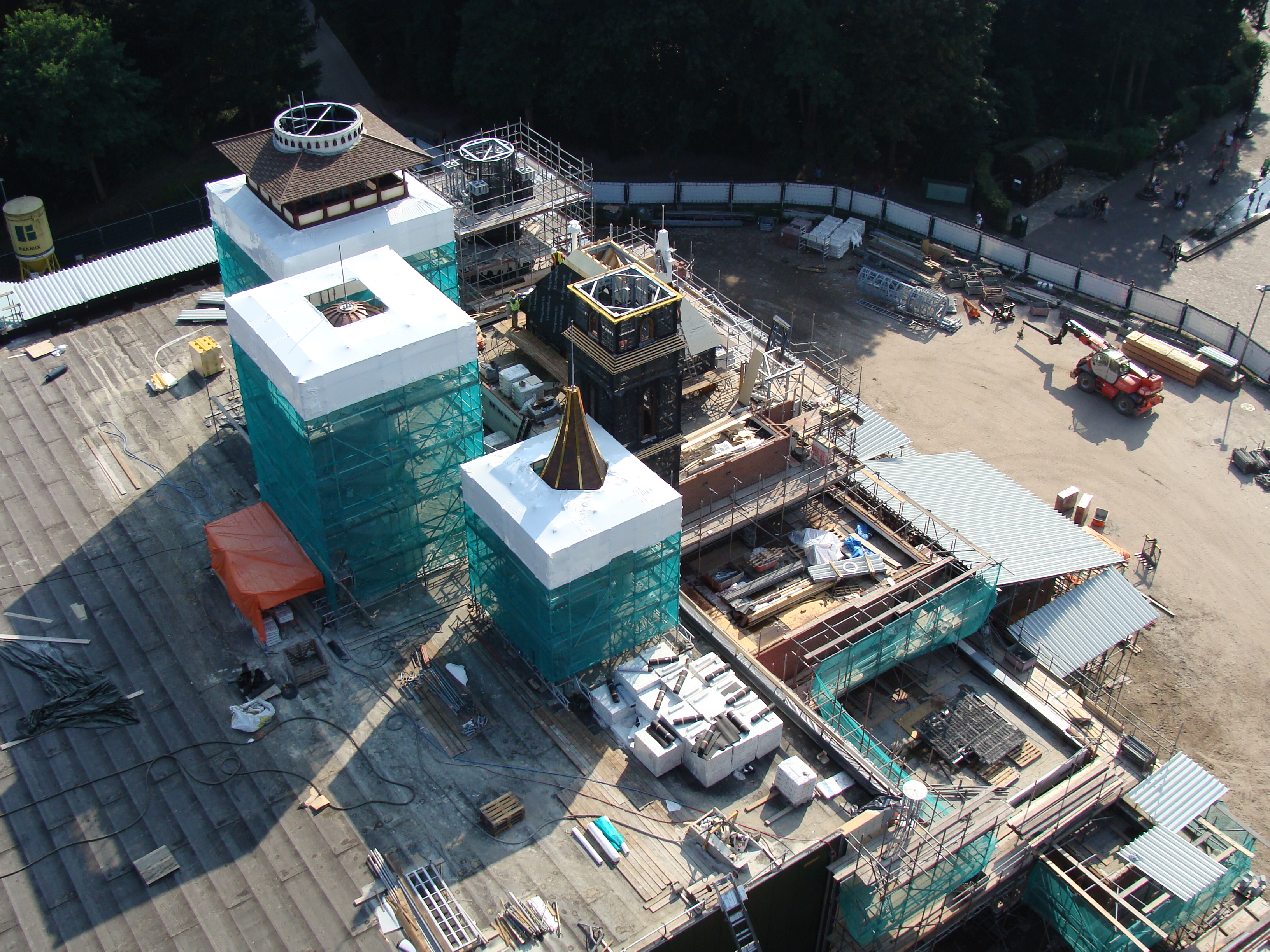
Chantier de Symbolica en août 2016
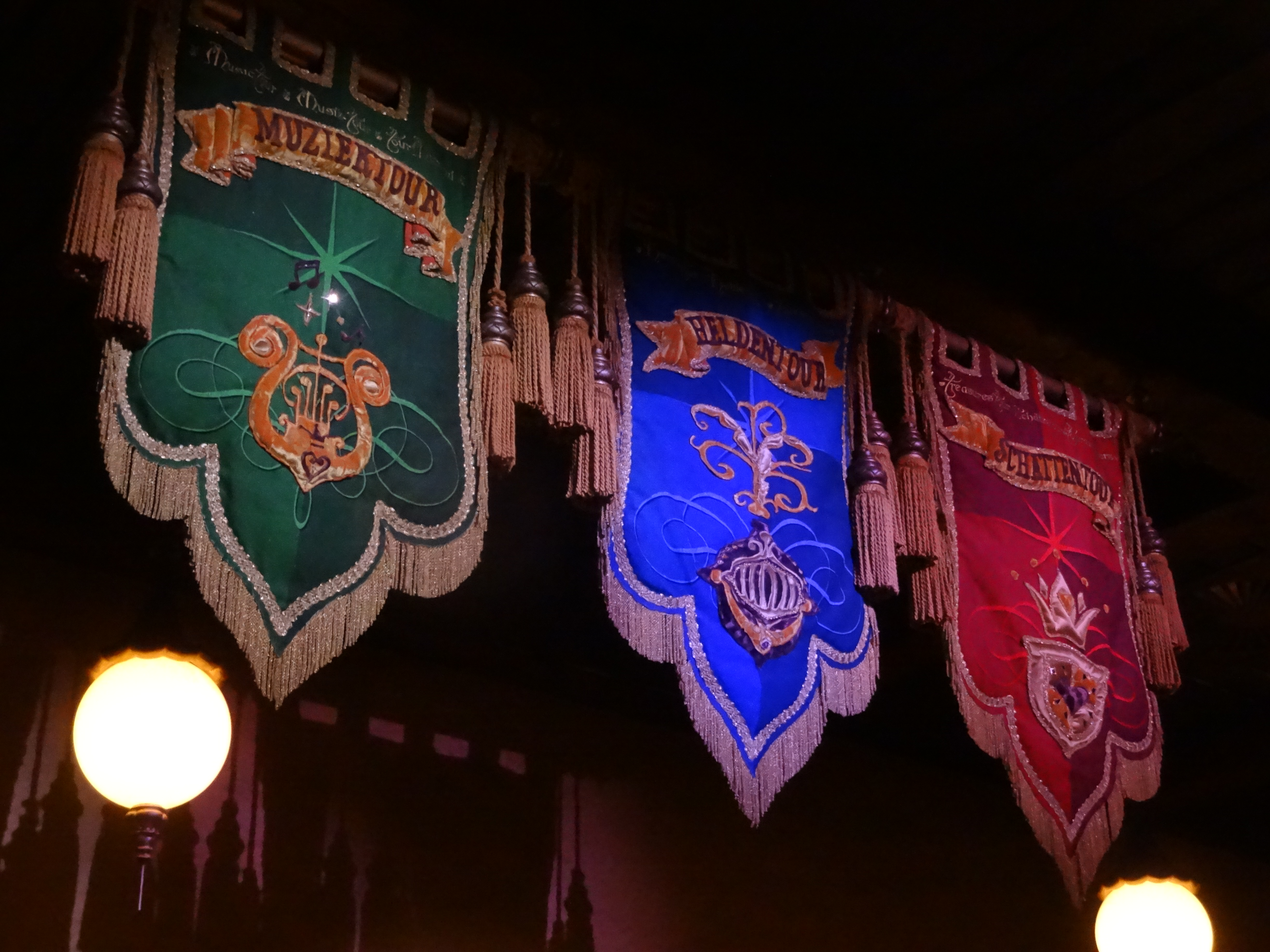
le tour musical, le tour des héros et le tour des trésors
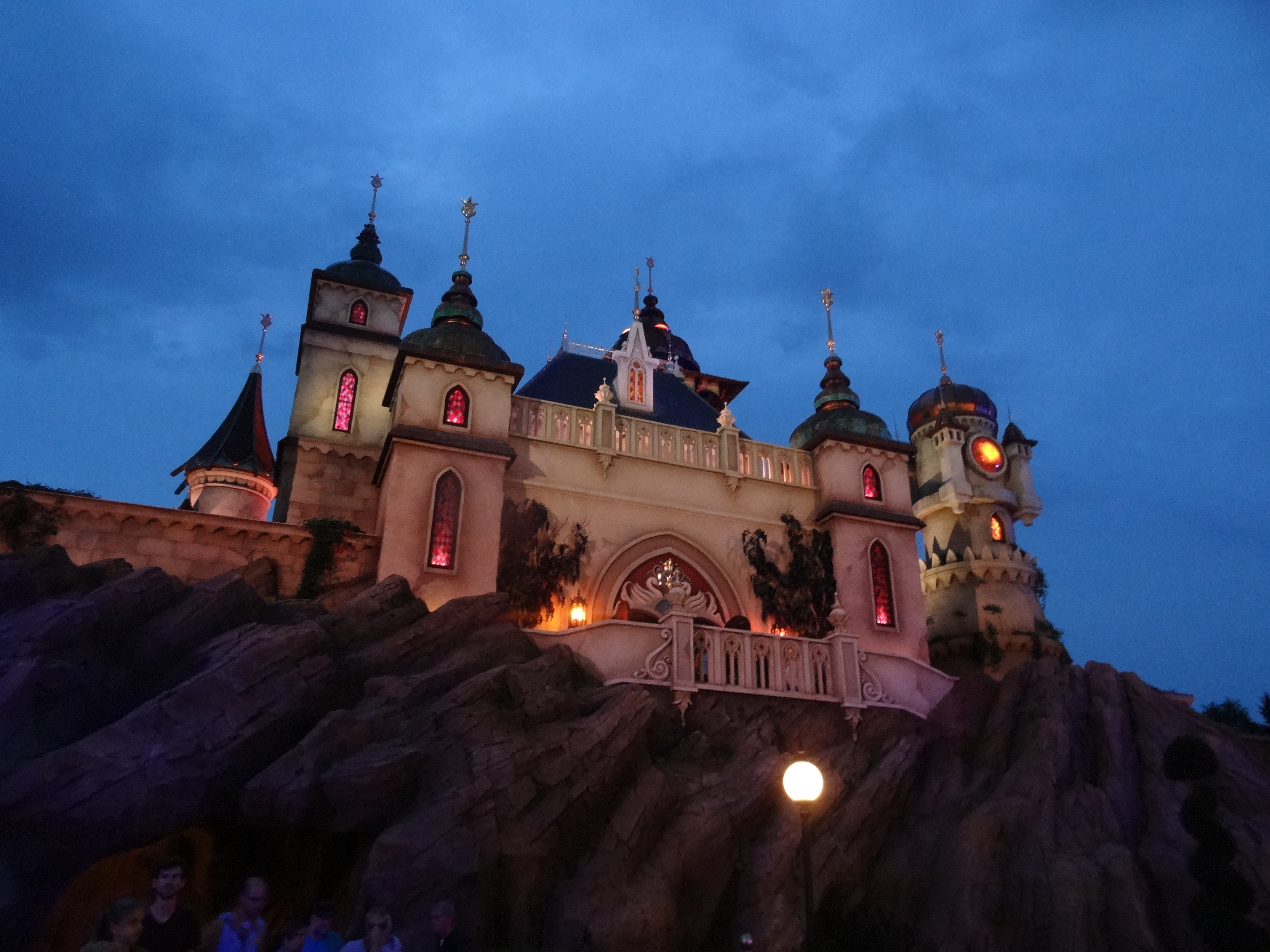
Symbolica de nuit

## Informations et données techniques
- Directeur de l'équipe créative : Olaf Vugts[8]
- Directeur artistique de Symbolica : Sander De Bruijn
- Responsable de projet : Pim Van der Ven
- Bureau d'architecte : Robert van den Boom Bouwadvies[9]
- Compositeur de la musique de l'attraction : René Merkelbach[10]
- Taille du bâtiment : 60x65m[11]
- Système de transport : Véhicules "trackless" (sans rails) développés par ETF Ride Systems
- Animatroniques : Garner Holt Productions[12]
- Durée de l'attraction : environ 7 minutes